# Baixas

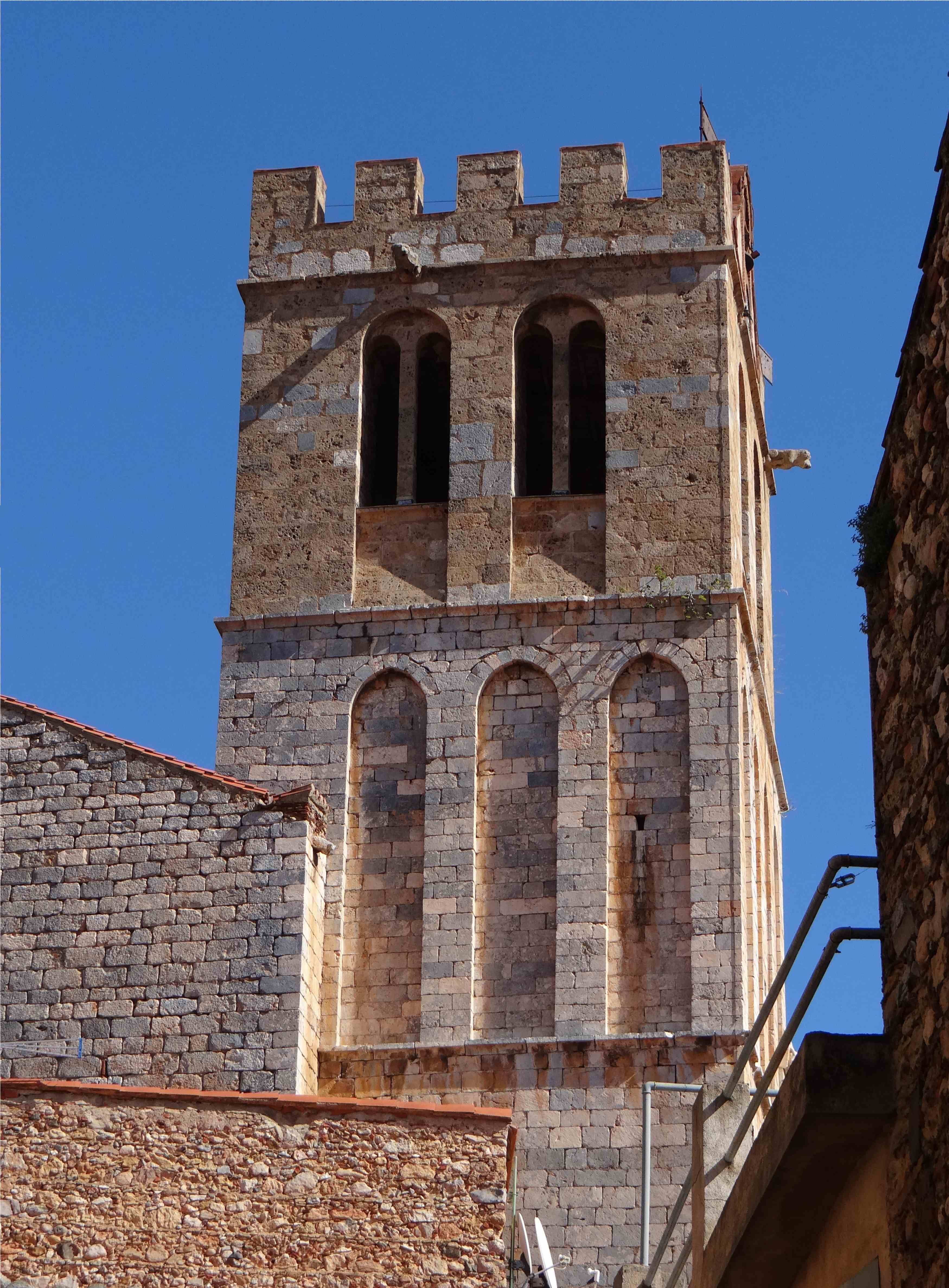
Kirche Nativité-de-Notre-Dame

Baixas (katalanisch Baixàs) ist ein südfranzösischer Ort und eine Gemeinde mit 2.784 Einwohnern (Stand: 1. Januar 2022) im Département Pyrénées-Orientales in der Region Okzitanien in der historischen Provinz de Roussillon.

## Lage und Klima
Der Ort Baixas liegt etwa 11 km (Fahrtstrecke) nordwestlich des Stadtzentrums von Perpignan in einer Höhe von etwa 35 m; die Mittelmeerküste ist ca. 25 km entfernt. Das Klima ist gemäßigt bis warm; Regen (ca. 585 mm/Jahr) fällt hauptsächlich im Winterhalbjahr.

## Bevölkerungsentwicklung
| Jahr                      | 1800 | 1851 | 1901 | 1954 | 1999 | 2016 |
| Einwohner                 | 1337 | 2132 | 2600 | 1753 | 2217 | 2546 |
| Quelle: Cassini und INSEE |      |      |      |      |      |      |

Die Reblauskrise und die zunehmende Mechanisierung der Landwirtschaft führten in der ersten Hälfte des 20. Jahrhunderts zu einem Mangel an Arbeitsplätzen und in der Folge zu einem deutlichen Bevölkerungsrückgang. Der Wiederanstieg der Einwohnerzahlen seit den 1960er Jahren ist hauptsächlich auf die Nähe zum Großraum Perpignan zurückzuführen.

## Wirtschaft
Jahrhundertelang lebten die Bewohner als Selbstversorger von den Erträgen ihrer Felder und Gärten; Überschüsse konnten in Perpignan abgesetzt werden. Heute befindet sich die Gemeinde in den traditionsreichen Weinbaugebieten Rivesaltes und Côtes du Roussillon bzw. Côtes du Roussillon-Villages; zu Beginn des 20. Jahrhunderts zerstörte die Reblaus beinahe alle Weinstöcke. Die hier produzierten Weine dürfen unter verschiedenen Appellationen vermarktet werden.

## Geschichte
Erstmals erwähnt wird der alte, befestigte Ort Baissare im Jahr 901; bereits für das Jahr 925 ist eine Stadtmauer erwähnt, doch im Jahr 928 kam er unter die Grundherrschaft des Klosters Elne – ein Zustand, der bis zum Ausbruch der Französischen Revolution Bestand haben sollte. Das zwischen der französischen Krone und dem Königreich Aragón umstrittene Gebiet des Roussillon gehörte von 1229 bis 1344 zum Königreich Mallorca, danach wieder zu Aragón bzw. zu Spanien; im Pyrenäenfrieden (1659) wurde die endgültige Zugehörigkeit zu Frankreich vereinbart.

## Sehenswürdigkeiten
- Die Église de la Nativité-de-Notre-Dame ist die Hauptkirche des Ortes. Im 12. Jahrhundert erbaut, fanden Umbauten bis in das 18. Jahrhundert hinein statt. Der Glockenturm (clocher) mit seinem Zinnenkranz macht einen wehrhaften Eindruck. Die Kirche ist seit 1982 als Monument historique anerkannt.[2] Im Jahr 1674 erhielt die Kirche einen der größten und schönsten Barockaltäre Südfrankreichs.[3]
- Wesentliche Teile (Turm, Tore, Mauern) der mittelalterlichen Stadtbefestigung (remparts) sind erhalten.[4]

Umgebung
- Die die etwa 2 km außerhalb des Ortes befindliche Einsiedelei Sainte-Catherine entstand seit dem 15. Jahrhundert.[5]

## Persönlichkeiten
- Jean Girbeau (1870–1963), römisch-katholischer Geistlicher und Bischof
- Andrzej Szpilman (* 1956), Komponist, lebt zwischenzeitlich in Baixas